# Angels Hard as They Come
Pour plus de détails, voir Fiche technique et Distribution.
Angels Hard as They Come est un film d'action américain réalisé par Joe Viola et sorti en 1971.

## Synopsis
Long John, Juicer et Monk sont membres du gang de motards des « Anges ». Lorsqu'un de leurs trafics de drogue est perturbé, deux membres du gang de motards des « Dragons » les invitent à se rendre dans la ville fantôme de Lost Cause, où des hippies ont fondé une communauté. General, le chef des Dragons, défie Long John à la course et perd. Long John rencontre alors la hippie Astrid, qui l'attire. Elle dit que leurs chefs, Vicki et Henry, ne sont pas contents des Dragons.
Cette nuit-là, plusieurs Dragons ivres tentent de violer Astrid. Les Anges interviennent et l'un des Dragons poignarde Astrid à mort. Les Dragons accusent Long John d'avoir tenté de tuer General. Le lendemain, les Dragons ligotent les Anges et tentent de les tuer en les entourant sur leurs motos et en leur balançant des chaînes. Long John libère Monk, qui s'échappe. Monk tombe en panne d'essence dans le désert. Monk est poursuivi par un raciste en buggy et finit par voler un camping-car.
Les hippies mettent de la drogue dans la nourriture des Dragons et aident Long John et Juicer à s'échapper. Monk atteint enfin la maison de Cloud, le trafiquant de drogue que les Anges devaient rencontrer au début du film. Le reste des Anges se trouve chez Cloud, et ils suivent Monk jusqu'au village de Lost Cause. Au matin, General attache Vicki à un poteau et menace de la brûler vive si les hippies ne lui livrent pas Long John et Juicer. Henry tente de tuer General avec un couteau. General le lui prend et se rend compte que le couteau appartient à un autre dragon, Axe. General réalise alors qu'Axe a essayé de le tuer pendant le viol d'Astrid, et tue Axe.
Les Anges arrivent enfin en ville, tuent tous les Dragons et sauvent Long John et Juicer. Tout le monde quitte la ville, les motards allant de leur côté et les hippies de l'autre.

## Fiche technique
- Titre original : Angels Hard as They Come[1],[2],[3] (litt. « Des anges durs à cuire »)
- Réalisation : Joe Viola
- Scénario : Joe Viola, Jonathan Demme
- Photographie : Stephen M. Katz
- Musique : Richard Hieronymus
- Décors : Jack Fisk
- Production : Jonathan Demme
- Studio de production : New World Pictures
- Pays de production :  États-Unis
- Langue originale : anglais américain
- Format : couleurs par Metrocolor - 1,85:1 - Son mono - 35 mm
- Genre : New World Pictures
- Durée : 87 minutes
- Date de sortie :
  - États-Unis : juillet 1971

## Distribution
- Scott Glenn - Long John
- Charles Dierkop - General
- James Iglehart - Monk
- Gilda Texter - Astrid
- Gary Busey - Henry
- Gary Littlejohn - Axe
- Don Carerra - Juicer
- Janet Wood - Vicki
- Brendan Kelly - Brain

## Production
Jonathan Demme a rencontré Roger Corman alors qu'il faisait de la publicité pour Le Baron Rouge. Le producteur a été impressionné par le film promotionnel que Demme avait écrit et lui a demandé s'il était intéressé par l'écriture d'un film de motards. Demme lui soumet l'idée d'une version motorisée de Rashōmon et l'écrit avec Joe Viola, qui a réalisé des publicités télévisées que Demme avait produites.